# Футбол в Уэльсе
Футбол — один из самых популярных видов спорта в Уэльсе, наряду с регби. Уэльс производил клубные команды с момента зарождения футбола в викторианский период, а в 1876 году национальная футбольная команда Уэльса провела свой первый международный матч против сборной Шотландии. У футбола всегда было тесное соперничество с де-факто национальным спортивным союзом страны по регби, и часто обсуждается, какая игра в Уэльсе более популярна. Футбольная ассоциация Уэльса была создана в 1876 году для надзора за национальной сборной Уэльса и управления спортом в Уэльсе, позже создав и управляя системой Уэльской футбольной лиги.
Валлийские профессиональные клубные команды традиционно играли в тех же лигах, что и их английские коллеги, и были разделены на региональные дивизионы. Это часто приводило к тому, что команды из северного и южного Уэльса не встречались друг с другом, поскольку транспортное сообщение между двумя регионами было плохим. В 1992 году был создан Чемпионат Уэльса по футболу. Пять валлийских клубов отказались присоединиться к новой лиге, но, несмотря на это, команды, занявшие первое место в Чемпионате Уэльса по футболу, имеют больше шансов сыграть в еврокубках, поскольку три лучших клуба попадают в Лигу чемпионов УЕФА и Лигу Европы УЕФА. У них также есть возможность участвовать в Кубке Уэльса, самом престижном кубковом соревновании в Уэльском футболе.
До 2016 года сборная Уэльса редко проходила квалификацию на крупные международные турниры, её единственное выступление на чемпионате мира произошло в 1958 году. Уэльс получил квалификацию на чемпионат мира 2022 года обыграв в стыковых матчах сборную Украину 1-0.
Среди известных валлийских игроков Тревор Форд, Клифф Джонс, Джон Чарльз, Иан Раш, Марк Хьюз, Невилл Саутолл, Райан Гиггз, Аарон Рэмси и Гарет Бэйл, также в Уэльсе высоко ценятся Айвор Олчерч, Фред Кинор и Джек Келси.

## История
Футбольная ассоциация Уэльса (FAW) была создана в 1876 году Ллевелином Кенриком, а в 1877 году за этим последовало создание Кубка Уэльса. В 1877 году ФАУ сформировала первую национальную футбольную команду Уэльса, которая сыграла свою первую игру в том же году, проиграв на выезде Шотландии со счетом 4: 0.
Север страны был футбольным центром Уэльса в течение первых двадцати лет, а юг страны предпочитал следить за зарождающимся видом спорта — регби. Впервые международная игра была проведена на юге в 1894 году в Суонси, что стало 46-м матчем, сыгранным командой Уэльса. Более показательным в разделении на север и юг, существовавшем в этом виде спорта, было то, что только в 67-м матче первый южный игрок был вызван в национальную команду. В 1890-х и начале 1900-х годов в Южном Уэльсе наблюдался рост соревновательного футбола ассоциации, но успех сборной Уэльса по регби в кубке домашних наций 1893 года и поражение сборной Новой Зеландии в 1905 году сделали футбол второстепенным видом спорта в этом районе. Считается, что современная эра ассоциативного футбола в Уэльсе началась в сезоне 1909-10, когда первая из шести команд с юга присоединилась к Южной футбольной лиге. Рексем уже присоединился к Бирмингемской и окружной лиге в сезоне 1905-06, но введение Суонси, Ньюпорта, Тон Пентре, Мертира Тидвила, Абердэра и Риверсайда (ныне Кардифф Сити) в Южную лигу привело к росту популярности этого вида спорта в Уэльсе. Это было закреплено жизненно важными победами в лиге, а затем, в 1915 году, неожиданной победой «Суонси» над тогдашним чемпионом лиги «Блэкберн Роверс» в Кубке Англии.
В мае 2012 года ФАУ, Шотландская футбольная ассоциация и Футбольная ассоциация Ирландии официально заявили о своей заинтересованности в совместном проведении Евро-2020.
Два главных трофея валлийских клубных команд, играющих в Англии, — это Кубок Англии 1927 года для Кардифф Сити и трофей Кубка Лиги 2013 года для Суонси Сити.

## Уэльские команды в английских лигах
Суонси-Сити и Кардифф Сити в настоящее время играют в чемпионшипе, а команда Ньюпорт Каунти соревнуется в Лиге 2. Все эти пять команд играли в системе английской футбольной лиги с момента их основания, и все они отклонили предложение перейти в Лигу Уэльса, когда она была основана в 1992 году. Валлийские команды, участвующие в системе английской футбольной лиги, могут участвовать в розыгрыше Кубка Англии, но не в Кубке Уэльса.
Валлийские команды, участвующие ниже 4-го уровня в системе английской футбольной лиги, регулируются FAW по дисциплинарным и административным вопросам, тогда как валлийские команды на уровне 4 и выше в системе английской футбольной лиги находятся в ведении английской футбольной лиги в сезоне 2011-12 гг.
С 1996 по 2011 год ФАУ разрешала участвовать в Кубке Уэльса только командам из системы лиг Уэльса. До 1996 года валлийские команды, играющие в системе английской лиги, приглашались к участию вместе с некоторыми английскими командами, расположенными недалеко от границы с Уэльсом. Поскольку это правило исключало крупнейшие валлийские клубы из Кубка Уэльса, ФАУ запустила Премьер-кубок ФАУ в сезоне 1997-98, в который вошли лучшие команды Уэльской премьер-лиги и лучшие валлийские команды в системе английской лиги. Премьер-кубок ФАУ был прекращен после сезона 2007-08. 20 апреля 2011 года Футбольная ассоциация Уэльса пригласила шесть валлийских клубов, играющих в системе английской лиги, присоединиться к Кубку Уэльса в сезоне 2011—2012 годов, на что согласились округа Ньюпорт, Рексхэм и Мертир-Таун. Приглашение не предлагалось на сезон 2012-13.

## Валлийские футболисты, выступающие на международном уровне

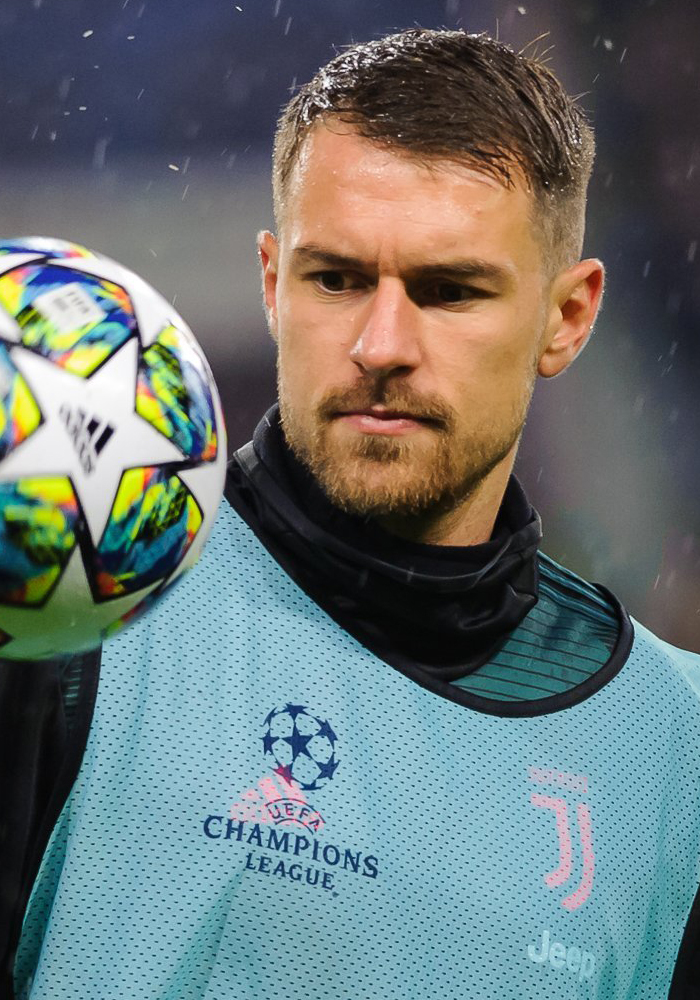
Аарон Рэмзи
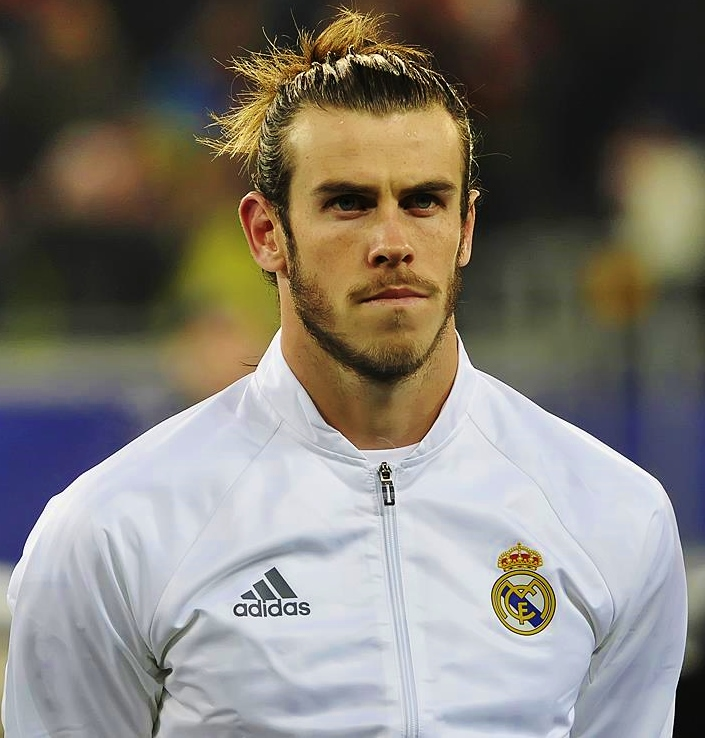
Гарет Бейл
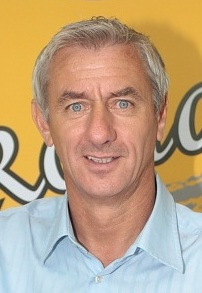
Иан Раш
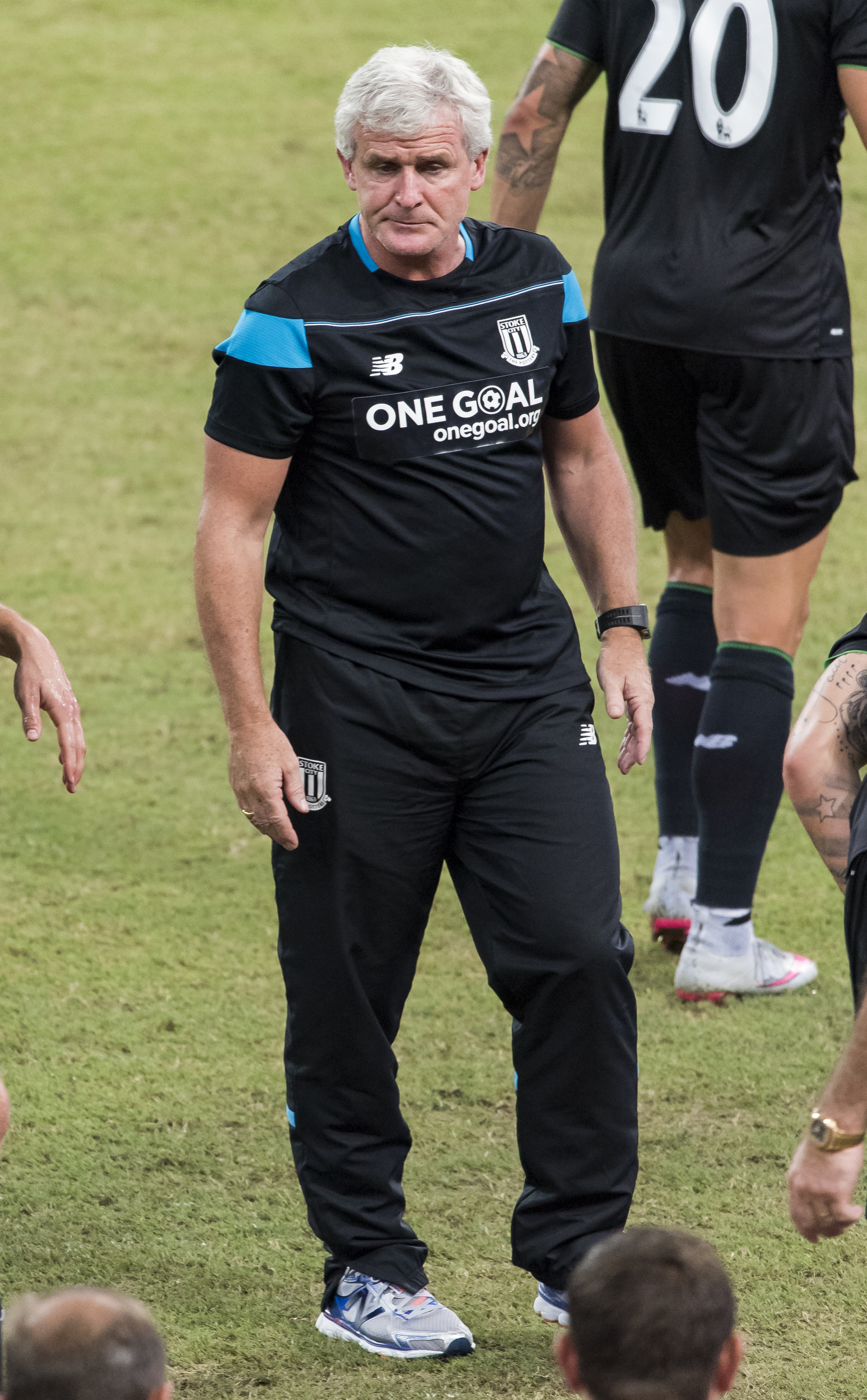
Марк Хьюз
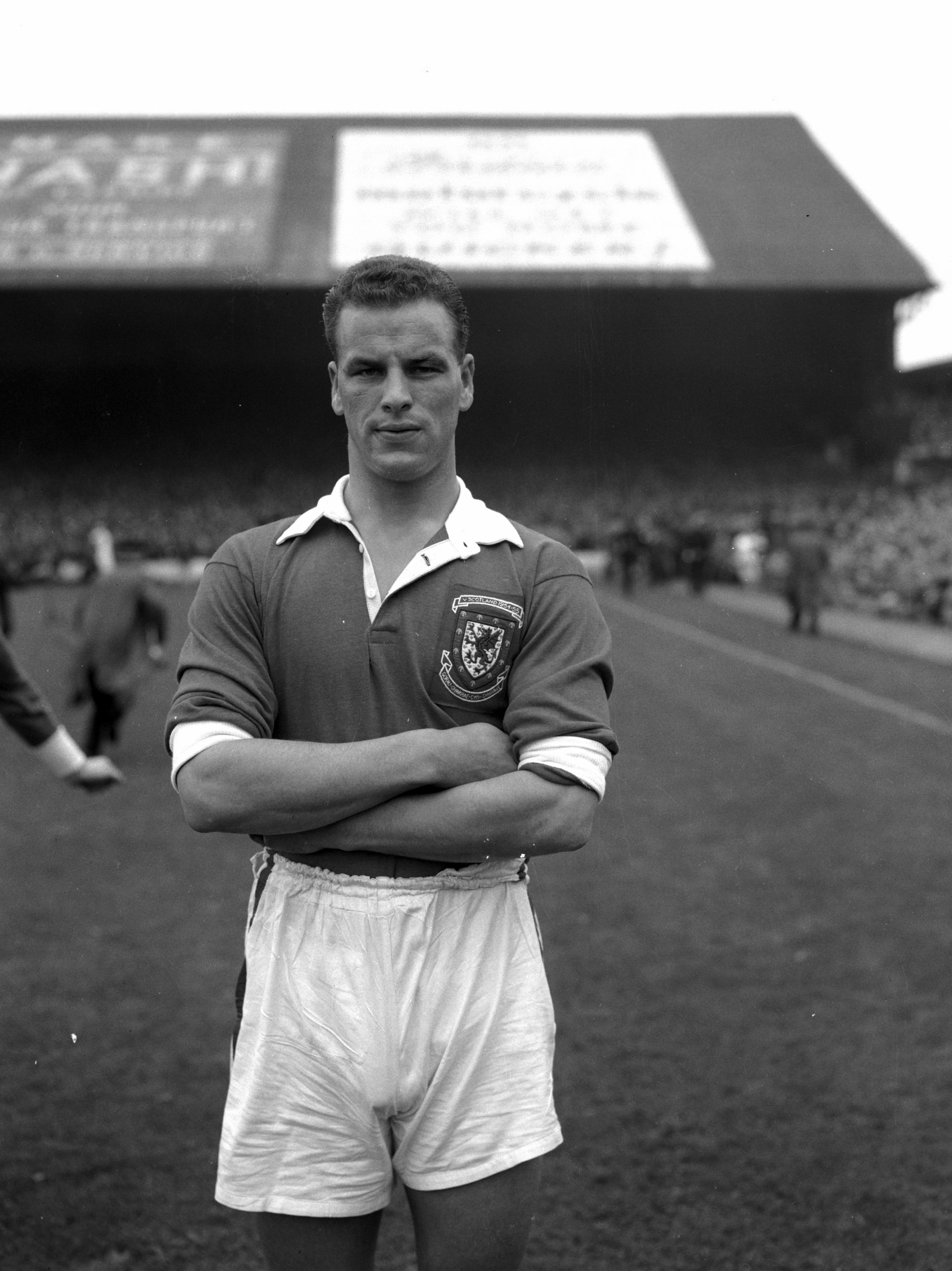
Джон Чарльз

- Аарон Рэмзи — валлийский футболист, полузащитник клуба «Ницца» и национальной сборной Уэльса. Также Рэмзи выступал за: Лондонский Арсенал, Ноттингем Форест, Кардифф Сити и итальянский Ювентус.
- Гарет Бейл — валлийский футболист, вингер американского клуба «Лос-Анджелес» и национальной сборной Уэльса. Также Бейл выступал за: Саутгемптон, Тоттенхэм Хотспур и испанский Реал Мадрид.
- Иан Раш — валлийский футболист, нападающий, более всего известный своими выступлениями за «Ливерпуль», в составе которого он стал одним из лучших бомбардиров английского футбола 1980-х — 1990-х годов. Выступал за сборную Уэльса, долгое время являлся лучшим бомбардиром в её истории. Также Раш выступал за: Честер Сити, Шеффилд Юнайтед и итальянский Ювентус.
- Марк Хьюз — валлийский футболист и футбольный тренер. В настоящее время является главным тренером английского клуба «Брэдфорд Сити». Наибольшую известность как игрок Хьюз получил, выступая за английский клуб «Манчестер Юнайтед». Также Хьюз выступал за: «Барселону», «Баварию», «Челси», «Саутгемптон», «Эвертон» и «Блэкберн Роверс».
- Джон Чарльз — валлийский футболист. Известен своими выступлениями за Лидс Юнайтед. Чарльз также выступал за: итальянские Ювентус и Рому.

## Список футбольных лиг Уэльса
- Валлийская премьер-лига — национальная футбольная лига Уэльса и наивысший его дивизион. До 2002 года лига называлась «Футбольная лига Уэльса», но, в связи со спонсорской сделкой, сменила своё название.
- Первая лига — известный как MacWhirter Welsh League First Division. Вторая по значимости лига в футбольной системе Уэльса. С момента своего создания в 1904 году она являлась высшем дивизионом Валлийской лиги до 1992 года. С сезона 1992/93 высшим дивизионом является Валлийская премьер-лига.
- Второй дивизион — футбольная лига, образует четвёртый уровень валлийской футбольной лиги в Южном Уэльсе.

## Сборная Уэльса по футболу на международных турнирах

### Чемпионаты мира по футболу
| Соревнование        | Достижение     |
| ------------------- | -------------- |
| Чемпионат мира 1958 | 1/4 финала     |
| Чемпионат мира 2022 | Групповой этап |

### Чемпионат Европы по футболу
| Соревнование          | Достижение |
| --------------------- | ---------- |
| Чемпионат Европы 2016 | 1/2 финала |
| Чемпионат Европы 2020 | 1/8 финала |

## Клубные международные турниры
| Название турнира                                      | Кто подходит                                                                                      |
| ----------------------------------------------------- | ------------------------------------------------------------------------------------------------- |
| Лига Чемпионов УЕФА (второй квалификационный раунд)   | Чемпион чемпионата Уэльса по футболу                                                              |
| Лига Чемпионов УЕФА (первый квалификационный раунд)   | Второе место чемпионата Уэльса по футболу Победитель плей-офф Лиги Европы УЕФА (3-7 место в лиге) |
| Лиги Европы УЕФА (второй отборочный раунд)            | Победители Кубка Уэльса                                                                           |
| Лига конференций УЕФА (второй квалификационный раунд) | не участвуют                                                                                      |